# Eduardo Risso (wioślarz)
Eduardo Gilberto Risso Salaverría (ur. 25 lutego 1925 w Montevideo, zm. 12 stycznia 1986 tamże) – urugwajski wioślarz, srebrny medalista olimpijski.
Wystąpił na igrzyskach olimpijskich w Londynie w 1948, gdzie w jedynkach wywalczył srebrny medal. W finale o 13,8 sekundy przegrał z Australijczykiem Mervynem Woodem, a o 13,2 sekundy wyprzedził Włocha Romolo Catastę. Na rozgrywanych cztery lata później igrzyskach olimpijskich w Helsinkach ponownie startował w jedynce, ale nie zakwalifikował się do finału, rywalizację zakończył w półfinałach.